# M16.2
Die M16.2 (kroatisch/bosnisch Magistralna cesta bzw. serbisch Магистрални пут/Magistralni put) ist eine Magistralstraße in Bosnien und Herzegowina. Sie führt von Bugojno über Gornji Vakuf-Uskoplje nach Jablanica.